# مورچه‌مرغ آند شرقی
مورچه‌مرغ آند شرقی (نام علمی: Drymophila caudata) نام یک گونه از سرده درختچه‌دوست‌ها است.